# 肯普 (伊利諾伊州)
肯普（英語：Kemp）是位於美國伊利諾伊州道格拉斯縣的一個非建制地區。該地的面積和人口皆未知。

## 地理
肯普的座標為39°41′44″N 88°11′07″W / 39.69556°N 88.18528°W，而該地的平均海拔高度為196米（即643英尺）。